# 鐘紡前駅
鐘紡前駅（かねぼうまええき）は、かつて兵庫県神戸市兵庫区にあった、日本国有鉄道山陽本線（和田岬線）の駅である。1962年（昭和37年）3月1日に廃止された。

## 概要
和田岬線の、兵庫駅から1.6キロメートルの地点に存在した。
1912年（明治45年）4月16日、当時近くに存在していた鐘淵紡績（現・クラシエ）兵庫工場への通勤の便を図って開設される。1945年（昭和20年）、神戸大空襲などによって鐘紡兵庫工場は97%が罹災する打撃を受けて閉鎖となり、これに伴って鐘紡前駅も休止された。ちなみに、同工場は付属病院だけが残った。現在の神戸百年記念病院である。
休止の正確な年月日に関してははっきりとしていないが、時刻表の1946年（昭和21年）12月号には駅が記載されており、1947年（昭和22年）6月号には記載されていないことから、この間に休止したのではないかとみられている。1962年（昭和37年）3月1日、正式に廃止された。

## 駅構造
下り方向右手に単式ホーム1面1線を持つ地上駅であり、左手には側線が存在した。

## 歴史
- 1912年（明治45年）4月16日：開設[2]。
- 1947年（昭和22年）頃：休止。
- 1962年（昭和37年）3月1日：廃止[1]。

## 隣の駅
日本国有鉄道
山陽本線（和田岬線）
兵庫駅 - 鐘紡前駅 - 和田岬駅

## 現状
ホームは電化工事の際に撤去されたが、痕跡は残っている。その痕跡は車窓からもはっきりと確認することができる。